# Resolutie 1519 Veiligheidsraad Verenigde Naties
Resolutie 1519 van de Veiligheidsraad van de Verenigde Naties werd op 16 december 2003 unaniem door de VN-Veiligheidsraad aangenomen en regelde verder onderzoek naar schendingen van het wapenembargo tegen Somalië.

## Achtergrond
In 1960 werden de voormalige kolonies Brits Somaliland en Italiaans Somaliland onafhankelijk en
samengevoegd tot Somalië. In 1969 greep het leger de macht en werd Somalië een socialistisch-islamitisch
land. In de jaren 1980 leidde het verzet tegen het totalitair geworden regime tot een
burgeroorlog en in 1991 viel het centrale regime. Vanaf dan beheersten verschillende groeperingen elke
een deel van het land en enkele delen scheurden zich ook af van Somalië.

## Inhoud

### Waarnemingen
De Veiligheidsraad herhaalde nog eens dat de landen, en vooral die in de regio van Somalië, zich buiten
Somaliës interne aangelegenheden moesten houden gezien het land anders enkel maar meer gedestabiliseerd zou
raken. Men bleef bezorgd om de stroom aan wapens die het land ondanks het embargo bleef
binnenkomen. Het panel van experts dat hier onderzoek naar
deed had op 4 november gerapporteerd.

### Handelingen
Alle landen werden herinnert aan hun verplichtingen inzake het wapenembargo. De Veiligheidsraad vroeg aan de
Secretaris-Generaal een waarnemingsgroep op te richten
bestaande uit 4 experts om gedurende 6 maanden vanuit Nairobi het onderzoek naar schendingen van het
wapenembargo voort te zetten, een lijst op te stellen van de schenders en aanbevelingen te doen hiertegen.
Alle Somalische- en regionale partijen en overheden werden om hun medewerking gevraagd. Buurlanden van
Somalië werden ook gevraagd kwartaalrapporten in te dienen met hun inspanningen om het embargo hard te maken.

## Verwante resoluties
- Resolutie 1425 Veiligheidsraad Verenigde Naties (2002)
- Resolutie 1474 Veiligheidsraad Verenigde Naties
- Resolutie 1558 Veiligheidsraad Verenigde Naties (2004)
- Resolutie 1587 Veiligheidsraad Verenigde Naties (2005)

Lijst ·  1455 ·  1456 ·  1457 ·  1458 ·  1459 ·  1460 ·  1461 ·  1462 ·  1463 ·  1464 ·  1465 ·  1466 ·  1467 ·  1468 ·  1469 ·  1470 ·  1471 ·  1472 ·  1473 ·  1474 ·  1475 ·  1476 ·  1477 ·  1478 ·  1479 ·  1480 ·  1481 ·  1482 ·  1483 ·  1484 ·  1485 ·  1486 ·  1487 ·  1488 ·  1489 ·  1490 ·  1491 ·  1492 ·  1493 ·  1494 ·  1495 ·  1496 ·  1497 ·  1498 ·  1499 ·  1500 ·  1501 ·  1502 ·  1503 ·  1504 ·  1505 ·  1506 ·  1507 ·  1508 ·  1509 ·  1510 ·  1511 ·  1512 ·  1513 ·  1514 ·  1515 ·  1516 ·  1517 ·  1518 ·  1519 ·  1520 ·  1521